# 6258 Роден
6258 Роден (6258 Rodin) — астероїд головного поясу, відкритий 30 вересня 1973 року.
Тіссеранів параметр щодо Юпітера — 3,612.